# Ariopsis
Ariopsis — рід риб родини Арієві ряду сомоподібних. Має 8 видів.

## Опис
Загальна довжина цього роду коливається від 70 до 90 см. Голова витягнута, помірно велика. Задня частина піднята. Очі великі. Є 3 пари вусиків: 1 пара — на верхній щелепі доволі довгі, 2 пари на нижній щелепі — коротше. Тулуб кремезний, подовжений. Спинний плавець високий, з 4-5 променями, 1 промінь жорсткий. Грудні плавці широкі, але не дуже великі. Черевні плавці доволі довгі, з короткою основою. Жировий плавець невеличкий. Анальний плавець довгий, помірної висоти. Хвостовий плавець доволі великий, сильно вирізаний.

## Спосіб життя
Зустрічаються в мангрових зонах з каламутною водою і мулистим дном. Запливають також в гирла річок. Активні у присмерку або вночі. Вдень ховаються серед корчів. Живляться рибою та водними безхребетними.
Є об'єктом місцевого рибальства.

## Розповсюдження
Мешкають уздовж тихоокеанського та атлантичного узбережжя Мексики та США (до Каліфорнії та Флориди відповідно).

## Види
- Ariopsis assimilis
- Ariopsis canteri
- Ariopsis felis
- Ariopsis gilberti
- Ariopsis guatemalensis
- Ariopsis jimenezi
- Ariopsis seemanni
- Ariopsis uncinatus

## Тримання в акваріумі
Потрібно акваріум від 250 літрів. На дно насипають дрібний пісок сірого кольору. З декорацій підійдуть кілька корчів з гіллястим корінням. У рослинах нема потреби, та й навряд чи вони зможуть вижити та нормально розвиватися з цими сомами, оскільки воду їм необхідно підсолювати до 10 проміле на літр. Особливо це важливо в перший час адаптації. Утримувати сомиків краще групою або хоча б парою. Поодинокі особини відчувають себе незручно. Сусідами можуть бути мирні риби верхніх шарів води, які можуть жити в солонуватій воді — монодактілуси, бризкуни. Температура тримання повинна становити 22—26 °C.